# Cezarówka Dolna
Cezarówka Dolna – część miasta Jaworzna. Położona w południowo-wschodniej części miasta w rejonie ulicy Cezarówka Dolna i obejmuje obszary o nazwach Szlaban i Dąbrowa. Wraz z Cezarówką Górną tworzy dzielnicę Cezarówka. 

## Historia
Do 1954 roku Cezarówka Dolna była przysiółkiem wsi Balin w gminie Trzebinia w powiecie chrzanowskim w województwie krakowskim. 6 października 1954 odłączona od Balina i włączona do nowo utworzonej gromady Byczyna. W 1971 roku Cezarówka Dolna liczyła 277 mieszkańców i stanowiła sołectwo w gromadzie Byczyna.
1 stycznia 1973 weszła w skład nowo utworzonej gminy Byczyna. Od 1975 w województwie katowickim. 1 lutego 1977, wraz ze zniesieniem gminy Byczyna, włączona została do Jaworzna.